# 慶熙宮
座標: 北緯37度34分17.20秒 東経126度58分05.30秒 / 北緯37.5714444度 東経126.9681389度
慶熙宮（けいききゅう、朝: 경희궁、キョンヒグン）は、現在の大韓民国ソウル特別市にある李氏朝鮮時代の宮殿。光海君8年（1616年）に建立された。ソウルにある5大宮殿の中で西側に位置して西闕とも呼ばれ、塞門安大闕、塞門洞大闕、アジュゲ大闕ともいった。朝鮮の離宮として慶運宮（徳寿宮）と虹橋で繋がっていた。李氏朝鮮後期には第2の宮殿とされ、非常時に王が移る場所とされた。大韓民国の史跡第271号に指定。
19世紀後半に興宣大院君の景福宮再建の過程において慶熙宮の主な殿閣を撤去し資材として充てたのに次いで、日本統治時代を経てほぼ完全に破壊され更地に変貌した。残存していたいくつかの建物も市内各地に移設されていった。跡地に日本人学校の京城中学校が建てられた。解放後にソウル高等学校となった。1980年、ソウル高等学校の瑞草区への移転以後、ソウル市立美術館として使用されたが、再び建物を取り壊し慶熙宮を復元した。ソウル高等学校の別称と慶熙大学校の名称はここに由来する。
かつての宮殿敷地はより広大だったが現在は狭くなっており、跡地の一部にはソウル歴史博物館、ソウル市教育庁、ソウル福祉財団、大韓サッカー協会、救世軍会館など政府や民間の様々なビルが建つ。2013年にソウル市と鍾路区庁は総合整備基本計画を定めており、慶熙宮のさらなる復元を段階的に進めることになっている。周囲の土地の買収、興化門の元の位置への移動、ソウル市立慶熙宮美術館（1994年に建てられた「ソウル遷都600年記念館」を転用したもの）の撤去、防空壕の撤去と移転などが含まれる。

## 慶熙宮の建築物
隆福殿、会祥殿、集慶堂、興政堂、正始閣、思賢閣、興化門などの建物があったが、後に壊されたり、移転されたりした。
慶熙宮の配置形態と空間構成は、ソウルの他の宮廷とは異なったユニークなものである。正殿と位置づけられる崇政殿が西にあり、寝殿となる隆福殿と会祥殿が並んで配置され、正門である興化門は宮廷の南ではなく東南角に位置している。したがって、正門からは寝殿の前を通り過ぎて角を曲がり正殿に着くようになっていた。

### 興化門
興化門は光海君8年（1616年）に建てられた慶熙宮の正門。日本統治時代に移築され、安重根に射殺された伊藤博文を称えるために建てられた祠堂である博文寺正門として使われた。その後、奬忠洞・新羅ホテルの迎賓館正門として使用された。1988年、慶熙宮跡に再び移された。元々は救世軍ビルディングの位置にあった。

### 禁川橋
興化門内側の虹橋で、光海君11年（1619年）に建造された。日本統治時代に埋もれてしまったが2001年に発掘、復元された。

### 崇政殿
崇政殿は光海君8年（1616年）に建てられたもので、慶熙宮の正殿である。もともとの崇政殿は、1926年に曹洞宗の仏教寺院とするために南山に移設された。その場所は後に仏教系の東国大学校となり、崇政殿の建物は同大学内の施設として「正覺院」と呼ばれ、ソウル特別市有形文化財第20号に指定されている。
現在の慶熙宮に建てられた崇政殿は、1988年から1994年の間に新たに復元したものである。

### 資政殿
現在『西闕図案』により復元されている。

### 泰寧殿
現在『西闕図案』により復元されている。